# Mieczysław Bruszewski
Mieczysław Bruszewski ps. Pudel (ur. 14 czerwca 1923 w Łomży, zm. 5 kwietnia 2021) – członek polskiego ruchu oporu w czasie II wojny światowej, uczestnik powstania warszawskiego, Honorowy Obywatel Łomży.

## Życiorys
Po ukończeniu szkoły podstawowej uczęszczał do Gimnazjum im. Tadeusza Kościuszki w Łomży. Po wybuchu II wojny światowej wstąpił w szeregi Narodowej Organizacji Wojskowej. Przeniósł się do Warszawy, gdzie podczas okupacji pracował jako drukarz w redakcji „Walki”, mieszczącej się w Kamienicy Fukiera na warszawskim Starym Mieście. W chwili wybuchu powstania w stopniu plutonowego służył w Zgrupowaniu „Paweł” Batalionie NOW-AK „Antoni”. Od 7 sierpnia 1944 roku walczył w Oddziale Specjalnym „Juliusz”, zwanym później „Tygrysami Woli”. W dniu 3 września 1944 roku został ranny w budynku Ligi Obrony Powietrznej i Przeciwgazowej, skutkiem czego trafił do szpitala polowego na ul. Konopczyńskiego. Po upadku powstania opuścił stolicę wraz z rannymi, trafiając do szpitala w Brwinowie, gdzie doczekał wyzwolenia. W dniu 4 października 1944 roku został odznaczony Krzyżem Virtuti Militari V kl.
Po zakończeniu wojny powrócił do Łomży, jednocześnie kontynuując naukę w Warszawie. W listopadzie 1949 roku został aresztowany przez funkcjonariuszy Urzędu Bezpieczeństwa. Oskarżony o posiadanie broni i współpracę z podziemiem, w latach 1949–1957 był osadzony w więzieniach w Warszawie i Rawiczu. Po wyjściu na wolność otworzył w Łomży warsztat introligatorski, który prowadził przez 50 lat. W 2015 roku otrzymał tytuł Honorowego Obywatela Miasta Łomża.
W styczniu 2021 roku został uhonorowany Krzyżem Komandorskim Orderu Odrodzenia Polski.